# کورنلیوس (ایندیانا)
کورنلیوس (به انگلیسی: Cornelius) یک منطقهٔ مسکونی در ایالات متحده آمریکا است که در شهرستان براون، ایندیانا واقع شده‌است. کورنلیوس ۲۱۷٫۰۲ متر بالاتر از سطح دریا واقع شده‌است.